# Victoria (Norra Samar)
Victoria (Bayan ng Victoria) är en kommun i Filippinerna. Kommunen ligger på ön Samar, och tillhör provinsen Norra Samar. Folkmängden uppgår till 11 632 invånare.

## Barangayer
Victoria är indelat i 16 barangayer.
- Acedillo
- Buenasuerte
- Buenos Aires
- Colab-og
- Erenas
- Libertad
- Luisita
- Lungib
- Maxvilla
- Pasabuena
- Zone I (Pob.)
- Zone II (Pob.)
- Zone III (Pob.)
- San Lazaro
- San Miguel
- San Roman